# Аня Тейшейра

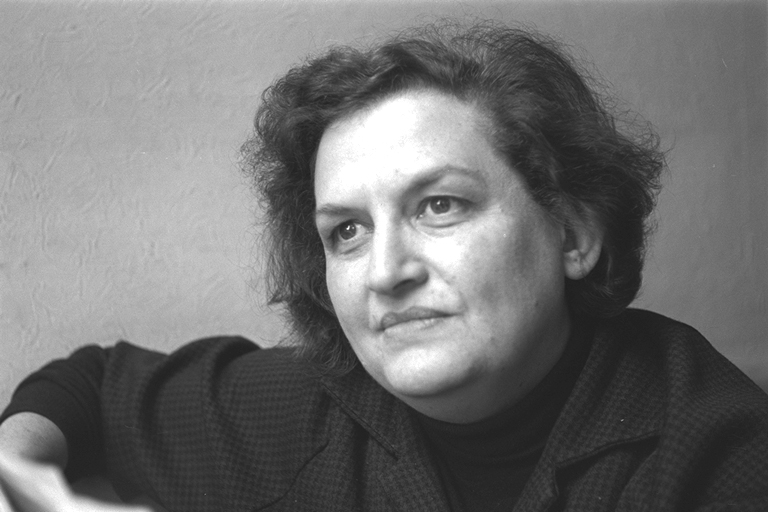
Аня Тейшейра 1961

Аня Тейшейра (* 1913 в Україні; † 1992 в Лондоні, Англія, Великобританія) — британська вулична фотографка та фотожурналістка, яка народилася в Україні. Її роботи зберігаються в колекції Музею Вікторії та Альберта в Лондоні.

## Життєпис
Сім'я Тейшейри врятувалася від Російської революції в 1917 році завдяки порятунку, організованому її дядьком Моррісом Гестом, імпресаріо з Нью-Йорка. Сім'я оселилася в Берліні в 1924 році, щоб бути поруч з очікуваним поваленням більшовицького режиму. П'ятнадцять років потому її родині довелося тікати від нацистів. Прибувши до Англії в квітні 1939 року, вона виявила, що таким біженцям, як вона, дозволено бути лише домашньою прислугою або робітниками на фабриках, але зрештою їй дозволили працювати в офісі. Вона працювала на різних секретарських посадах до виходу на пенсію в 1975 році. Фотографія була заняттям у вільний час, яким вона серйозно зайнялась у віці 47 років. Три роки по тому вона стала співзасновницею Creative Photo Group у Лондоні, яка отримала схвалення істориків Гельмута та Елісон Гернсхайм у їхній книзі «Коротка історія фотографії» (A Concise History of Photography).

## Виставки
- Fotoarbeiten, Congress Centrum, Гамбург
- На сцені, Camden Arts Center, Лондон
- Танці на вулицях, Camden Arts Centre, Лондон
- World Press Photo, Гаага
- Photokina (нагороджений Кришталевим обеліском) Кельн
- Art for Society, Whitechapel Art Gallery, Лондон, 1978
- Midland Arts Centre, Бірмінгем
- Midland Group, Ноттінгем
- Travelling Exhibition Британської Ради (Індія, Пакистан, Шрі-Ланка)
- Theatre Exhibition Британської Ради, Лісабон
- Fringe Theatre Exhibition Британської Ради, Венесуела
- Women's Images of Men, ICA, Лондон, 1980

## Колекції
Роботи Тейшейри зберігаються в такій постійній колекції:
- Музей Вікторії та Альберта, Лондон: 4 копії (станом на 8 березня 2022 р.)[3]

## Подальше читання
- Walter Boje (editor) Foto Prisma, April 1963

- Anya Teixeira (contributor) AP, Calls for formation of Creative Photo Group, 14 August 1963

- Ainslie Ellis (reviewer) British Journal of Photography, 16 October 1964

- Anya Teixeira (invited reviewer) The Photographic Journal of the Royal Photographic Society, November 1967